# Kabel eins
kabel eins — коммерческий телеканал Германии, входящий в медиа-холдинг ProSiebenSat.1 Media AG.

## История телеканала
Кабельный телеканал Kabelkanal начал своё вещание 29 февраля 1992 года в 10.15 часов с показа художественного фильма. В эфире вновь созданного канала в основном были старые художественные фильмы. На начальном этапе доступ к каналу мог осуществляться лишь через кабель Deutsche Telekom.
С 24 декабря 1994 года канал переименовывается в Kabel 1 и становится доступным в спутниковых сетях. С 14 июля 1997 года канал переходит на круглосуточное вещание.

## Контент телеканала
Основной контент телеканала составляют художественные фильмы и телесериалы. Кроме того, в эфире канала ток-шоу, новости (информационная программа kabel eins news) и документальные фильмы.

## Слоганы канала
- с 29.02.1992: «Gute Unterhaltung im Kabelkanal»
- с 24.12.1994: «Einfach besser drauf»
- с 1996 года: «Muß ich sehen»
- с 24.12.1999: «Forever Kabel 1»
- с 18.08.2001: «Kabel 1. Alles Gute.»
- с 28.03.2005: «kabel eins. good times.»
- с 11.02.2008: «echt kabel eins»
- с 23.07.2011: «kabel eins, eins baby»
- с 31.10.2013: «So sieht's aus.»

## Вещание
Доступен через:
- В крупных городах Германии через DVB-T и IPTV, ранее в Куксхафене через аналоговый UHF и аналоговое кабельное телевидение
- В большинстве стран Европы через DVB-S, ранее через аналоговый SHF